# Château de Meslay

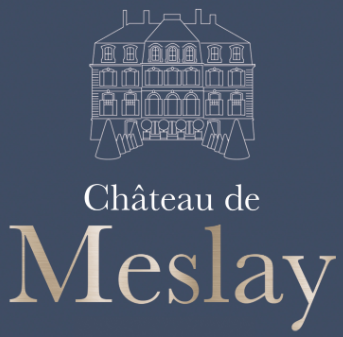
Logo du Château de Meslay

Le château de Meslay est un château, monument historique français, situé à Meslay dans le Loir-et-Cher en France.
De par l'importance des fonctions exercées par les différentes générations de la famille propriétaire aux XVIIIe et XIXe siècles, des personnes célèbres y ont fréquemment séjourné : Henri IV, les d'Argenson, les Caumartin, la comtesse Germaine de Staël, etc.
Le site (parc, jardins, Loir) est classé depuis 1943. Le château lui même a été inscrit à l'inventaire supplémentaire des monuments historiques en 1995 puis classé intérieurs-extérieurs comme Monument Historique en 2017.

## L'ancien château

### Architecture
Ancienne forteresse du XVe siècle avec un corps de logis pourvu de deux tourelles carrées côté nord, deux rondes côté est, le château possédait une terrasse avec balustrade aménagée au sud. Un pont en bois du côté est permettait de franchir les douves et d'accéder par un pont-levis à la cour intérieure du château.

### René de Fromentières et Henri IV
Dans sa reconquête du domaine royal, Henri IV, jeune roi de France protestant, vint loger cinq jours au château de Meslay en novembre 1589 lors du siège de la ville de Vendôme alors aux mains de la Ligue catholique.
Il y est reçu par René de Fromentières dont descend le propriétaire actuel. L'ancien château était un manoir fortifié avec « des fossés plein d'eau tout autour, un pont levis flanqué de tours... et qui a Vendosme en point de vue ».

### Les origines de la seigneurie de Meslay
Le 10 décembre 1719, François de la Porte de Féraucourt racheta les terres de Meslay à Marie Guyonneau, veuve de Pierre Paul Bodineau : « château, jardins… sept fermes, 600 arpents de bois, deux moulins… ».
Fermier général en 1714 et directeur de la nouvelle Compagnie des Indes créée sous la Régence en 1719, ce personnage était « d'un commerce admirable et fort répandu aimant trop la table et la bonne chère ». Il meurt d'une attaque d'apoplexie et lègue le domaine à son frère Jean François.

## Le château actuel

### Architecture
Il s'agit d'une construction de plan massé, couverte d'un comble à la Mansart vigoureusement centré par un avant-corps de trois travées saillantes. Sur un soubassement taluté apparent à l'est, semi-enterré à l'ouest, s'élèvent des façades entièrement appareillées en pierre de carrière : l'accent est porté sur le grand étage de l'avant-corps dont les baies en plein cintre s'ornent de magnifiques mascarons (à thèmes terrestres et aquatiques côté Loir).
On peut admirer sur la terrasse un élégant perron en fer forgé et deux grilles de style Louis XV, œuvre du serrurier Puzin.

### La construction du nouveau château
Proche du cardinal de Fleury, Jean François de la Porte fut fermier général pendant près de cinquante ans, doyen de la Ferme et président du Comité des caisses pendant un quart de siècle. Il posséda l'une des meilleures tables de Paris grâce au génie de son maître d'hôtel d'Ossigny. Il décida de construire « son » propre château, en faisant démolir l'ancien. Sur les plans de l'architecte Jules Michel Alexandre Hardouin, neveu du grand architecte du roi Louis XIV, Jules Hardouin Mansart, il conçut un chantier gigantesque qui dura trois ans, démolissant l'ancien château, réaménageant le site, déplaçant le village à son emplacement actuel, faisant construire à ses frais l'église et le presbytère.
Il créa en même temps une manufacture de cotonnades qui assura la prospérité du village. Elle produisait les « siamoises de la Porte » qui faisait couramment partie des commandes de la cour à Versailles et également vendues dans plusieurs magasins parisiens.

### Les aménagements extérieurs du site
Pierre Jean François de la Porte poursuivit une brillante carrière dans la Haute Magistrature et finit avec la prestigieuse charge de conseiller d’État, une des plus hautes dignités de l'administration monarchique. À Meslay, il parachève l’œuvre de son père en aménageant les extérieurs du château : création d'un jardin des Quiconces, détournement du Loir, ajout de deux belles grilles en fer forgé du serrurier Puzin, création d'un colombier, etc.
Il fut marié à Anne Élisabeth Lefèvre de Caumartin, famille très proche des rois de France.

### La terreur de la Révolution font naitre l’héroïne de Meslay
Après la mort de Pierre-Jean François de la Porte en 1793, le domaine échoit à son fils Jean-Baptiste François qui suit la même trajectoire que son père : il était intendant de Lorraine et du Barrois en 1790 lors de la suppression des intendances. Il dut rentrer à Meslay, et fut vite incarcéré puis traduit devant le Tribunal révolutionnaire. Il aurait dû être guillotiné avec son épouse si sa fille ne les avait pas sauvés. Véritable figure féminine du château de Meslay, elle fit preuve d'un courage exemplaire : en pleine période de la Terreur, ses parents, prisonniers dans les geôles de la Trinité à Vendôme, elle mit en place un véritable plan d'évasion rocambolesque grâce à l'aide précieuse d'une trentaine de personnes. Dans la nuit du 22 juillet 1794, elle libéra ses parents qui entrèrent en clandestinité pendant de longs mois.

### La période faste et l'apogée intellectuelle du débutXIXesiècleà Meslay
Le début du XIXe siècle fut une période faste, brillante et heureuse à Meslay. Hippolyte de la Porte, gentilhomme intellectuel à la campagne, fut à l'origine de la Société archéologique du Vendômois, rédigea de nombreuses notices dans la biographie universelle de Michaud et participa à de nombreuses sociétés savantes.
Il accueillit à Meslay de nombreux amis écrivains du courant romantique entre autres, Madame de Staël, etc. des peintres tels que Louis-Léopold Boilly, François-Edme Ricois, Édouard Pingret, des sculpteurs, des poètes, etc.
Soucieux de vivre confortablement à Meslay, il fit divers travaux d'aménagements intérieurs de très belle qualité : salle à manger néo-régence, bibliothèque Charles X, système de chauffage à bouches d'air chaud, magnifique « piano » dans les cuisines, etc.
Il choisit Anne Louise Charlotte de Salaberry, fille de sa sœur, comme héritière. Elle épousa en 1817 Guy de Lavau, futur préfet de police sous Charles X et conseiller d'État. À la destitution du roi de France en 1830, il rentra à Meslay où il vécut avec son épouse auprès de son oncle une paisible existence familiale partageant ensemble un légitimisme de bon aloi.

### Meslay duXXesiècleà nos jours
Les générations vont se succéder à Meslay pendant de nombreuses décennies dans un contexte familial plus intimiste. Partageant leur vie entre Paris, la Normandie et le Vendômois, la famille des propriétaires s'illustrera pendant les deux guerres mondiales : Guy de Lavau fut gravement blessé à Douaumont en 1916 et décoré de la Légion d'honneur à 25 ans. Devenu officier de la Légion d'honneur, il mourut en héros le 30 mai 1940 lors du rembarquement des troupes alliées à Dunkerque.
Par héritages successifs, le château est devenu la propriété de Charles de Boisfleury et sa famille en 2013.
Afin de préserver cet héritage historique et culturel, l'Association des Amis du Château de Meslay se crée en 2015 et rassemble de nombreux événements comme les Journées littéraires (parrainées en 2018 par le Président Valéry Giscard-d'Estaing) ou encore les Journées européennes du patrimoine.
Le château est ouvert au public durant la période estivale (juin à septembre) depuis 2019.